# Art Taylor
Arthur S. Taylor Jr., detto Art (New York, 6 aprile 1929 – 6 febbraio 1995), è stato un batterista jazz statunitense, aderente allo stile hard bop.

## Biografia
Taylor era nato nello stesso quartiere di Sonny Rollins e Jackie McLean. Iniziò suonando assieme a loro in un gruppo di quartiere, e con loro divenne parte della scena bebop di New York. Negli anni cinquanta, Taylor faceva parte di un gruppo di giovani musicisti (che comprendeva anche Miles Davis, che lo ricorda come un amico abbastanza stretto nell'autobiografia) che condividevano esperienze personali e musicali e che giocarono una parte importante nello stabilire lo stile che sarebbe stato chiamato hard bop. Tra il 1948 al 1957 Taylor suonò con i gruppi di Howard McGhee, Coleman Hawkins, Buddy DeFranco, Bud Powell, e George Wallington e anche con una formazione propria gruppo, i Wailers.
Tra il 1955 e il 1957, inoltre, Taylor ebbe diverse occasioni di incidere con Miles Davis e John Coltrane: Davis lo chiamò anche come rimpiazzo di Philly Joe Jones per una scrittura al Cafè Bohemia, che terminò tempestosamente (Taylor piantò in asso il gruppo dopo una lite con Davis, a causa dei rilievi che questi faceva al suo modo di suonare. Il suo posto, per il resto della scrittura, fu preso da Jimmy Cobb). Tra il 1957 e il 1963 fu anche in tour con Donald Byrd e nel 1959 collaborò con Thelonious Monk.
Nel 1963 si trasferì in Europa rimanendovi ventun anni e risiedendo soprattutto in Francia e in Belgio, suonando con gruppi locali e con musicisti americani di passaggio (ebbe molte occasioni di accompagnare Johnny Griffin). Nel 1984, dopo essere tornato negli Stati Uniti, continuò a suonare come sideman, fondando nel 1993 un secondo gruppo, che chiamò ancora una volta i Wailers, e presentando, per la stazione radio WKCR, un programma di sue interviste a musicisti.
Stilisticamente, Taylor era spesso accostato a musicisti come Max Roach e Art Blakey: Ira Gitler, nelle note di copertina dell'album A.T.'s Delight, lo identifica come un loro diretto discendente stilistico.
Taylor era un sideman di lusso, e molto ricercato, ed ebbe più di trecento registrazioni al suo attivo, molte verso la fine degli anni 50, per Prestige Records, Blue Note Records ed altre etichette meno note: di queste ve ne sono diverse come leader, e non solo dei Wailers. Nel 1959 fu il batterista nell'album "Giant Steps" di John Coltrane, che gli diede così la possibilità di partecipare ad uno dei più importanti album della storia del jazz moderno.
Art Taylor è l'autore del libro "Notes and Tones: Musician to Musician Interviews" (1977), che raccoglie le sue interviste ad altri musicisti.

## Discografia parziale
- 1957 - Taylor's Wailers (Prestige Records, P-7117)
- 1959 - Taylor's Tenors (New Jazz Records, NJLP 8219)
- 1960 - A.T.'s Delight (Blue Note Records, BLP 4047)
- 1964 - Hard Cookin' (Prestige Records, PR 7342) Raccolta
- 1991 - Mr. A.T. (Enja Records)
- 1992 - Wailin' at the Vanguard (Verve Records)